# Carmen Pérez Rodrigo
Carmen Pérez Rodrigo (Alonsótegui, Vizcaya, 1 de julio de 1960) es médica y periodista, profesora de la Universidad del País Vasco, y la primera mujer elegida miembro de la Real Academia de Medicina del País Vasco.

## Trayectoria
Carmen Pérez Rodrigo desde 1985 trabaja en Bilbao impulsando proyectos para mejorar las actitudes médicas y nutricionales comunitarias en diversas comunidades. Ha trabajado en proyectos europeos como EuRRECa, Eurobese, Pro Children y Eurodiet, ha publicado más de doscientos artículos y se ha convertido en un reconocido experto en nutrición comunitaria.  
En 1991 se doctoró en medicina por la Universidad del País Vasco, especializada en medicina preventiva y diplomada en nutrición. 
Entre 2004 y 2009 fue Presidenta de la Asociación Española de Alimentación y Vicepresidente de la Academia Europea de Ciencias de la Alimentación. Además es asesora del grupo de expertos del Consejo Europeo sobre Nutrición Escolar y colaboradora de la Red Europea de Escuelas Promotoras de la Salud. 

Combina alimentación saludable y medio ambiente, priorizando las verduras de temporada: 
En nutrición, además de la salud, también hay que tener en cuenta el medio ambiente y la sostenibilidad, que van de la mano. En nuestro caso la mayor parte de los productos proceden de huertas cercanas o lo han sido hasta hace poco. Necesitamos comer nuestro paisaje; estacional y local. También tenemos una herencia cultural en técnicas de cocina que hay que mantener porque es saludable. (Nuevo, junio de 2019)

## Publicaciones

#### Artículos científicos en español
- Prevalencia de obesidad y obesidad abdominal en la población española de 65 y más años: estudio ENPE (Medicina Cínica, 158, 2022) [4]
- Promover hábitos alimentarios y estilos de vida saludables en el ámbito escolar; ¿Tienes alguna tarea pendiente? (Cuadernos de Pedagogía, 497, 2019) [5]
- Nutrición y gastronomía en el País Vasco (Nutrición hospitalaria: Órgano oficial de la Sociedad Española de Nutrición Parenteral y Enteral, 36, 2019) [6]

#### Artículos científicos en inglés
- Determinantes de la obesidad infantil: estudio ANIBES (Nutrición hospitalaria: Organo oficial de la Sociedad española de nutrición parenteral y enteral, 33, 2016) [7]
- Metodología de encuestas dietéticas, estudios sobre nutrición, actividad física y otros estilos de vida (Nutrición hospitalaria: Organo oficial de la Sociedad española de nutrición parenteral y enteral, 31, 2015) [8]
- Controversias sobre estudios poblacionales, clínicos o de investigación básica relacionados con la alimentación, la nutrición, la actividad física y el estilo de vida (Nutrición hospitalaria: Organo oficial de la Sociedad española de nutrición parenteral y enteral, 31, 2015) [9]

## Premios y reconocimientos
- En 2022 fue nombrada primera mujer miembro de la Real Academia de Medicina del País Vasco. [10]